# Новая Кузнецкая слобода
Но́вая Кузне́цкая слобода́ — одна из московских слобод. Существовала в Москве в XVII веке в пределах современного района Замоскворечье.
Новая Кузнецкая слобода располагалась севернее поселения Новое Болваново, где проживали поселённые великим князем Иваном III иностранцы. В настоящее время о слободе напоминают Новокузнецкие улица и переулки. Её приходским храмом была церковь Николы Чудотворца, что «в Кузнецкой слободе», которая в сохранившихся документах упоминается под 1625 годом. Первоначально она была деревянной, но в 1681—1683 гг. была перестроена в камне.
Предположительно, Новую Кузнецкую слободу заселили кузнецы, ранее жившие за Яузой. В 1638 году в ней было 72 двора, а в 1658 году насчитывалось уже 185 дворов. Всего в столице в XVII веке насчитывалось более 300 мастеров, занятых кузнечным ремеслом. При этом, крупные заказы на кузнечные работы, требовавшие больших запасов сырья, царский двор предпочитал отдавать мастерам из других городов, так как для московских кузнецов они были непосильны.